# أسنل
أسنل (بالفرنسية: Asnelles) هي مدينة فرنسية، وتقع في دائرة كالفادوس منطقة باس نورماندي ،في شمال فرنسا التي يسكنها 583 نسمة

## المعالم الأثرية
- كنيسة سانت مارتن ( القرن الثاني عشر، وإعادة بنائها).
- شاطئ عشب البحر (بالفرنسية: Plage de varech)